# Aratinga sol
L'aratinga sol (Aratinga solstitialis) és una espècie d'ocell de la família dels psitàcids que habita boscos i sabanes del nord-est del Brasil, Guaiana i zona limítrofa de Veneçuela.